# Powstanie zabajkalskie
Powstanie zabajkalskie – powstanie polskich zesłańców na katorgę, które wybuchło 24 czerwca 1866 w Kułtuku w Kraju Zabajkalskim.

## Historia
Po powstaniu styczniowym za Ural, do kopalń i na osiedlenie, zesłano ponad 20 tysięcy powstańców. Wygnańcy porozumiewali się ze sobą, a także z zesłańcami rosyjskimi. Tak powstał zamysł wspólnego powstania, którego celem miałoby być wyzwolenie więźniów; ruch ten został jednak rozbity na początku 1866 przez aresztowania. 
Na skutek niepowodzeń szerszego zrywu, Narcyz Celiński i Gustaw Szaramowicz stali się organizatorami zbrojnego wystąpienia, które miało doprowadzić do oswobodzenia Polaków zesłanych w okolice Irkucka, a w przypadku powodzenia – do ich przedostania się do Chin. Inicjatywę poparli głównie „czerwoni”, natomiast „biali” wykazywali ostrożność. 
W dniu 24 czerwca 1866 roku grupa około 48 polskich zesłańców spośród 723 budujących drogę w Kułtuk niedaleko granicy chińskiej nad jeziorem Bajkał rozbroiła pilnujących ich konwojentów. Zesłańcami podczas ataku dowodził Kazimierz Arcimowicz. Następnie około 150-osobowa grupa podjęła marsz wzdłuż jeziora i dotarli do pierwszej stanicy pocztowej „Amurska”, gdzie rozbroili carski posterunek i przerwali łączność telegraficzną z Irkuckiem. Późnym wieczorem oddział Arcimowicza przybył do Murynia, gdzie Rosjan rozbroiła wcześniej grupa Gustawa Szaramowicza. Tego samego dnia podobne rozbrojenia nastąpiły w innych miejscach, gdzie pracowali katorżnicy. Po tych walkach powstańcy ogłosili się Syberyjskim Legionem Wolnych Polaków. Mimo to do ruchu przyłączyła się tylko część zesłańców. Powstańcy utworzyli oddział kawalerii, na czele z Leopoldem Eljaszewiczem, który wyruszył przez Śnieżną do Miszychy, a następnego dnia za nim ruszył dowodzący piechotą Szaramowicz. W wyniku tych działań zajęto Miszychę (ros. Мишиха), gdzie także rozbrojono żołnierzy carskich. 26 czerwca do Irkucka dotarła wiadomość o wybuchu powstania, w związku z czym z miasta wyruszył 1000-osobowy oddział wojsk rosyjskich z armatą, do którego wkrótce dołączyło około 2 tys. miejscowej ludności. Jednostką dowodził gubernator Bolesław Kukiel – Polak w służbie rosyjskiej. Wysłał on statkiem przez Bajkał do Posolska (ros. Посольск) oddział dowodzony przez mjra Rika (ros. Николай Рик), aby przeciął drogę powstańcom w kierunku granicy chińskiej. 27 czerwca powstańcy pod dowództwem Jakuba Rejnera i Władysława Kotkowskiego przypuścili nieudany atak na miejscowość Lichanowa, gdzie uwolnili 102 zesłańców, jednak ich szturm na stację pocztową nie udał się, a około 2 km w kierunku Posolska natknęli się na oddział Rika. Po tym niepowodzeniu dowództwo objął Szaramowicz, który zamierzał stanąć do walki. Ostatnie starcie nastąpiło 28 czerwca, gdy 400-osobowy oddział rosyjski Rika zepchnął powstańców za rzekę Bystrą (ros. Быстрая), gdzie zaatakował ich i pokonał dzięki przewadze w uzbrojeniu. Natarcie powstańczych kosynierów załamało się. W bitwie pod Miszychą zginęło 38 powstańców, a 12 zmarło w wyniku ran. Część ocalałych próbowała przedostać się ku granicy chińskiej. Po boju nad Bystrą powstańcy z oddziału Szaramowicza podzielili się na dwie 40-osobowe grupy. Jedna z nich – Szaramowicza – ruszyła w kierunku rzeczki Temnik, a druga – Kotkowskiego – na Kiachtę. Konni Celińskiego ruszyli dzień wcześniej w kierunku stepu selengińskiego. Poszczególne grupy zostały rozbite odpowiednio pod Ilingen (9 lipca), Kiachtą (28 lipca) i Ormante (14 lipca), a żywych ujęto. 
Spośród 683 postawionych przed sądem wojennym powołanym przez generał gubernatora Michaiła Korsakowa, 255 osób uniewinniono, a 418 skazano. Spośród nich 197 powstańców miało przebywać na zesłaniu do śmierci (objęły ich amnestie w 1873 i 1881 roku). 19 listopada 1866 ogłoszono wyrok, na mocy którego na karę śmierci skazano siedmiu przywódców powstania. Ostatecznie rozstrzelano jedynie czterech z nich: Narcyza Celińskiego, Gustawa Szaramowicza, Władysława Kotkowskiego i Jakuba Reinera. 
Przed wykonaniem wyroku skazańcy napisali listy do swoich rodzin. Listy te jednak nigdy nie dotarły do adresatów. Władze rosyjskie wysłały je najpierw do Petersburga, gdzie Aleksander II wydał polecenie niedoręczenia ich osobom, dla których były przeznaczone.
Wyroki śmierci wykonano 27 listopada 1866 w Irkucku na przedmieściu Uszakowka, za rogatką „jakucką”, u podnóża gór w pobliżu rzeki Angary. Ostatniej posługi udzielił powstańcom ksiądz Krzysztof Szwernicki, proboszcz katolicki parafii irkuckiej, również zesłaniec.
W ostatnim liście Gustaw Szaramowicz napisał: „Ojcze mój i przyjacielu! Jutro umieram, ale 32 lata żyłem uczciwie. Przyczyną uczciwości mojej Ty, przyczyną śmierci mojej – ja. Posłano nas daleko; nam chciało się iść jeszcze dalej, ja byłem naczelnikiem: broń była w robocie; do starych klęsk dodała się nowa; rząd to nazwał buntem – i jutro będę rozstrzelany [...]. Kraj mój, Ty i Matka – oto ostatnia myśl moja” .
Powstanie zabajkalskie było ostatnim bojem samodzielnego oddziału polskiego z Rosjanami przed wymarszem Legionów Józefa Piłsudskiego.

## Upamiętnienie
- W 1967 r. jedna z centralnych i najstarszych ulic Irkucka na cześć tych wydarzeń została przemianowana na ulicę Powstańców Polskich i do tej pory nosi tę nazwę[6][7].

- Kornel Ujejski na wieść o krwawym stłumieniu tego powstania i egzekucji jego przywódców napisał wiersz Na zgon rozstrzelanych w Irkucku. Kilkadziesiąt lat później poeta Tomasz Jankowski, napisał wiersz pt.: „Ostatni list – 26.11.1866”, w którym upamiętnił postać Gustawa Szaramowicza[8].

- Walki polskich zesłańców zostały upamiętnione po 1990 na jednej z tablic na Grobie Nieznanego Żołnierza w Warszawie napisem „POWSTANIE BAJKALSKIE CZERWIEC 1866”.
- W 2023 roku pomnik (krzyż z tablicą) upamiętniający poległych nad Bajkałem został zniszczony[9].